# Eperjessy Kálmán
Eperjessy Kálmán (Erzsébetváros, 1893. február 11. – Szeged/Budapest, 1976. november 15.) magyar történész, levéltáros, főiskolai tanár.

## Életpályája
Szülei Eperjesi Ferenc (1863–1912) és erzsébetvárosi Papp Rebeka. Édesapja székely, édesanyja örmény származású volt. 1911-ben érettségizett. Egyetemi tanulmányait a Budapesti Magyar Királyi Pázmány Péter Tudományegyetem történelem-latin szakán végezte el; 1920-ban diplomázott Eötvös-kollégistaként. A latin mellett tudott németül, románul, szerbül, franciául és olaszul. 1914–1918 között az első világháborúban szolgált katonaként; 1915-ben kadét volt Budapesten és Piliscsabán, 1916-ban Volhiniában szolgált, 1918-ban Budapestre tért vissza. 1920-ban a makói állami gimnázium tanára lett; két éven át József Attila osztályfőnöke volt. 1922-ben doktorált. 1927–1928 között a bécsi levéltár kutatója volt. 1928–1958 között a Szegedi Tanárképző Főiskola történelemtanára, 1945–1949 között a főiskola igazgatója is volt. Az 1956-os forradalom és szabadságharc idején a főiskola forradalmi bizottság elnöke volt. 1957-ben nyugdíjba vonult.
Tagja volt a Magyar Történelmi Társulatnak, az Országos Középiskolai Tanárvizsgáló Bizottságnak, a Dugonics Társaságnak, a Dél-alföldi Történelmi Társulatnak.

## Magánélete
1920. március 25-én házasságot kötött Bittó Ilonával (1900–1955). Két gyermekük született; Nóra (1921–1964) és Dr. Eperjessy Géza (1926–1998) makói történelemtanár.

## Szerkesztései
- A Csanádvármegyei Könyvtár szerkesztője (I.–XLIV. kötet, 1925–1948)

## Művei
- A bökényi őstelepről. (A Makói Állami Reálgimnázium Értesítője (1925))
- Kopáncs-pusztai éremlelet (1926)
- A Maros szabályozása Makónál (1927)
- Kézirati térképek Magyarországról a bécsi levéltárakban (1928)
- A bécsi Hadilevéltár magyar vonatkozású térképei (1929)
- Politikai és gazdasági elemek a Maros folyó történetében (1933)
- Történelemtudomány és történelemtanítás (1934)
- Várostörténet az utcanevekben (1937)
- Településtörténetünk időszerű kérdései (1938)
- A magyar falu településtörténete (1940)
- A Délvidék magyarsága (1942)
- Az alföldi város (1945)
- Csongrád megye helytörténeti kutatásának feladatai. Útmutató a megye helytörténeti kutatásához (1955)
- A helynév a várostörténetben (1956)
- Találkozásom Móra Ferenccel, a régésszel (1957)
- A magyar falu története (1965)
- Csanád megye az első katonai felvétel (1782-1785) idején (1971)
- Városaink múltja és jelene (1971)
- József Attila makói diákévei (1975)
- Írások a régi Makóról (1984)
- Politikai és gazdasági elemek a Maros folyó történetében (1993)

## Kitüntetései
- Ezüst katonai Érdemérem
- Bronz katonai Érdemérem
- Ezüst Vitézségi Érem II. osztálya
- Károly Csapatkereszt
- Szocialista Munkáért (1955)

## Emlékezete
2014. december 19-én Makón, a Csanád Vezér tér 6. alatt emléktáblát avattak tiszteletére.